# Nicolaus Knüpfer

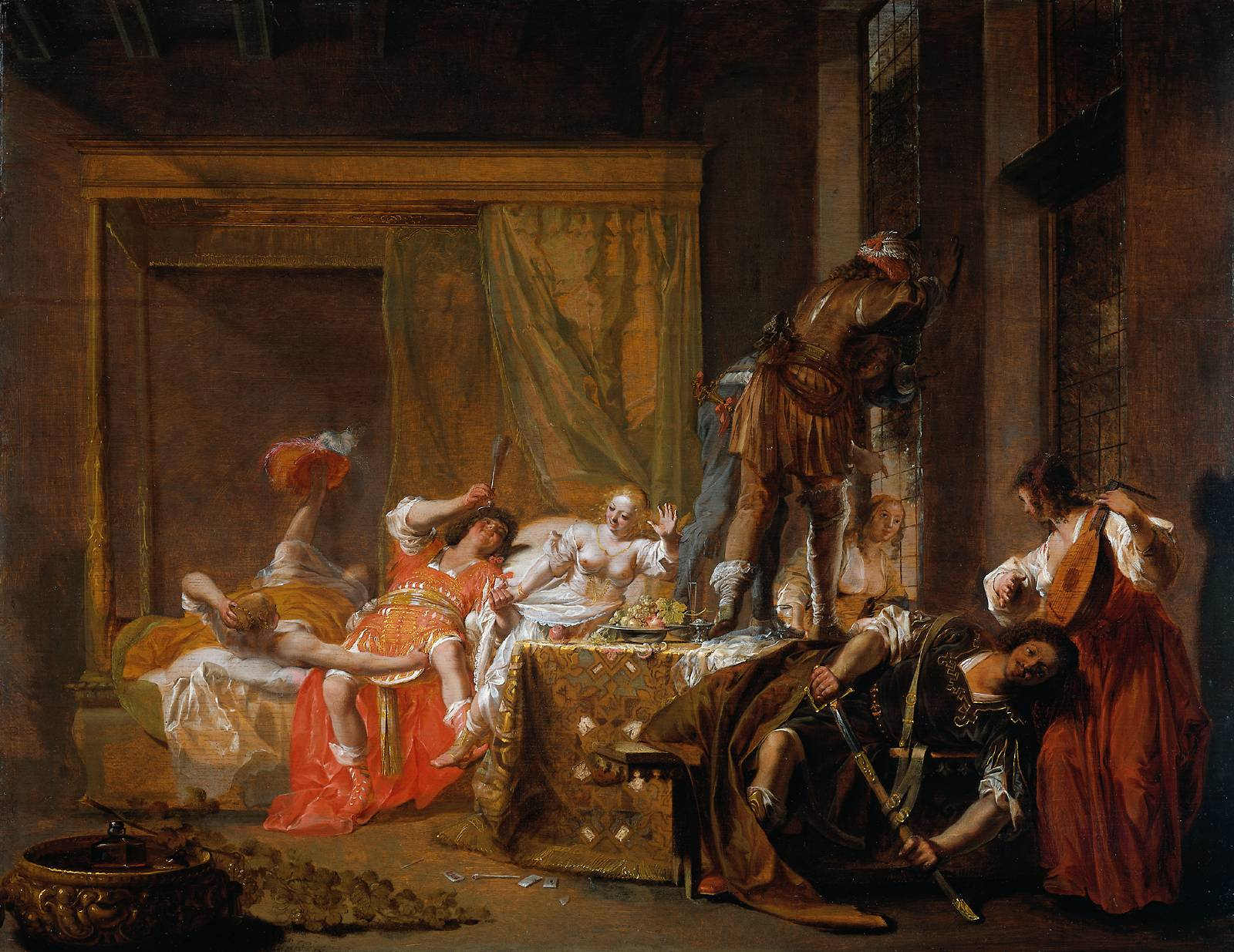
Scena di bordello, 1650 circa, Rijksmuseum Amsterdam

Nicolaus Knüpfer, noto anche con la grafia Nicolaes Knupfer (Lipsia?, 1603 circa – Utrecht, ottobre 1655), è stato un pittore tedesco naturalizzato olandese.

## Biografia
Documentato dal 1630 nella bottega di Abraham Bloemaert a Utrecht, dal 1637 fu iscritto alla gilda di San Luca di quella città come "passante", quindi forestiero.  Lavorò alle decorazioni del castello di Kronborg in Danimarca, dove dipinse delle figure nei paesaggi realizzati da Jan Both e Jan Baptist Weenix. Knüpfer fu un importante maestro: suoi allievi furono noti artisti come Jan Steen e Gabriel Metsu.

## Opera
Knüpfer dipinse piccole scene bibliche e mitologiche. Nell'ambito dei pittori di Utrecht rappresentò un'eccezione, sia per la scelta che per il trattamento dei soggetti, con echi di Adam Elsheimer (filtrati da Hendrick Goudt); dopo il 1630 si manifestò anche un'influenza di Rembrandt.